# Jaromar Ier de Rügen
Jaromar Ier de Rügen (avant 1141 — avant août 1218) devient, après la mort de son frère Tezlaw de Rügen, prince de Rügen. Il est le premier duc de Rügen a exercer le pouvoir sous la suzeraineté durable du Danemark. 
D’après le chroniqueur poméranien Thomas Kantzow (1505-1542), Jaromar est le fils du roi des Ranen (ou Rugianie) Ratislaus de Rügen (1105-1140).
Saxo Grammaticus nous rapporte en 1264 que les Ranen ont dû faire face à plusieurs attaques victorieuses de Valdemar Ier de Danemark et d’Henri le Lion. Jaromar et son frère Tezlaw ont dû reconnaitre à plusieurs reprises la suzeraineté des envahisseurs. Ainsi en 1162, les deux frères participent à l’expédition militaire de Valdemar contre la région de Wolgast. En 1163, ils sont invités par Henri le Lion à l’inauguration de la cathédrale de Lübeck. En 1168, Valdemar Ier et l’évêque Absalon soumettent définitivement Rügen qui devient un fief danois. Tezlaw et Jaromir rendent un hommage de vassalité à Valdemar et se convertissent au christianisme. Tezlaw porte le titre de prince de Rügen. En tant que vassaux, Tezlaw et Jaromar participent aux expéditions militaires danoises contre la Poméranie, notamment contre Szczecin en 1170.
Le nom de Tezlaw est mentionné pour la dernière fois dans les sources écrites en 1170. En 1181, un document donne le titre de prince de Rügen à son frère Jaromar qui lui a succédé.
En 1184, encouragé par l’empereur Frédéric Barberousse, Bogusław Ier met sur pied une grande flotte et lance une offensive contre l’île de Rügen. Cette attaque est un échec complet. Sa flotte est détruite par Absalon et par Jaromar. En représailles, les Danois et l’armée de Jaromar lancent plusieurs attaques contre la Poméranie, détruisant les bourgs et les villages, progressant vers Kamień Pomorski. Ne pouvant empêcher ses agresseurs d’avancer, Bogusław capitule. En 1185, il rend un hommage de vassalité au roi Knut VI de Danemark.
Après la mort de Bogusław en 1187, à la demande de Knut VI, Jaromar devient en 1189 le protecteur de ses deux fils (Bogusław et Casimir). 
Jaromar épouse Hildegarde de Danemark, la fille du roi Knut V de Danemark.
Après la destruction des châteaux d'Arkona et de Garz, il réside sur le Rugard. Il fait ériger la première église de pierres, l'Église Sainte-Marie de Bergen.

## Source
- (de) Cet article est partiellement ou en totalité issu de l’article de Wikipédia en allemand intitulé « Jaromar I. » (voir la liste des auteurs).